# 厦门市集美区灌口中学
厦门市集美区灌口中学（福建省厦门第一中学集美分校），是中华人民共和国福建省厦门市集美区的完全中学，创于1956年。

## 学校荣誉
- 2013年，省科技教育基地学校[4]

- 2015年，福建省一级达标高中[5]

- 2015年，全国青少年足球特色校[6]

- 2019年，通过复评，继续确认为“福建省一级达标高中”[7]

## 相关链接
- 厦门灌口中学网站